# Hieracium chloromaurum
Hieracium chloromaurum — вид квіткових рослин з родини айстрових (Asteraceae). Вид зростає в Європі: Норвегія, Швеція, Фінляндія, Польща, Естонія, північноєвропейська Росія; це багаторічна рослина.